# لادیک
لادیک (به ترکی استانبولی: Ladik) شهری است در کشور ترکیه که در استان سامسون واقع شده‌است. جمعیت این شهر بر اساس سرشماری سال ۲۰۰۸ میلادی ۸٬۶۳۳ نفر و بر اساس برآوردهای سال ۲۰۰۹ میلادی ۸٬۶۲۶ نفر می‌باشد.